# Sepakat (Celala)
Sepakat is een bestuurslaag in het regentschap Aceh Tengah van de provincie Atjeh, Indonesië. Sepakat telt 211 inwoners (volkstelling 2010).